# Бицко Село
Бицко Село је насељено место у саставу општине Гарчин у Бродско-посавској жупанији, Република Хрватска.

## Историја
До територијалне реорганизације у Хрватској налазило се у саставу старе општине Славонски Брод.

## Становништво
На попису становништва 2011. године, Бицко Село је имало 517 становника.

## Попис1991.
На попису становништва 1991. године, насељено место Бицко Село је имало 581 становника, следећег националног састава:
| Попис 1991.‍ | Попис 1991.‍ | Попис 1991.‍ | Попис 1991.‍ | Попис 1991.‍ |
| ----------- | ----------- | ----------- | ----------- | ----------- |
|             |             |             |             |             |
| Хрвати      | Хрвати      |             | 551         | 94,83%      |
| Срби        | Срби        |             | 10          | 1,72%       |
| Југословени | Југословени |             | 4           | 0,68%       |
| остали      | остали      |             | 1           | 0,17%       |
| непознато   | непознато   |             | 15          | 2,58%       |
| укупно: 581 |             |             |             |             |